# Konek Sándor
Konek Sándor (Pest, 1819. augusztus 18. – Balatonfüred, 1882. augusztus 1.) statisztikus, jogtudós, a Magyar Tudományos Akadémia rendes tagja. Az államtudománytól a 19. század során elkülönülő statisztika úttörő alakja volt, munkásságával jelentősen hozzájárult a hazai statisztika elméleti alapjainak megteremtésében. Közel három évtizeden keresztül, 1854-től haláláig volt a Pesti Egyetem statisztikai tanszékének vezetője. Konek Ida apja.

## Életútja
A pesti kegyesrendi kollégium elvégzését követően a Pesti Egyetemen 1834-től 1836-ig bölcsészetet, majd 1839-ig jogot és államtudományt tanult. 1839-től a budai székhelyű Magyar Kamaránál dolgozott fogalmazógyakornokként. 1841-ben letette ügyvédi vizsgáját, 1842-ben pedig jogtudományi doktori oklevelét is megszerezte a Pesti Egyetemen. 1845-től rendes tanári címmel a Győri Jogakadémián statisztikát és bányajogot, majd 1850-től a Pozsonyi Jogakadémián az előbbi tárgyak mellett közigazgatási és pénzügyi jogot oktatott. 
1854-től ismét Pesten élt, és haláláig a Pesti Egyetemen tanított mint a statisztika nyilvános rendes tanára, 1860 és 1870 között pedig az egyházjogi tanszéket is vezette. 1861–1864-ben a jog- és államtudományi kar dékánja volt, 1869–1870-ben pedig – immár mint királyi tanácsos – az egyetem rektori tisztét is betöltötte.

## Munkássága
Életét elsősorban a statisztika önálló tudományágként való elismertetésének szentelte, munkássága a statisztika elméleti alapjainak és általános módszertanának kifejlesztése terén kimagasló jelentőségű. Az egyes adatsorok elemzése szempontjából elsőrendű fontosságúnak tekintette azok tágabb kontextusba helyezését, és bár a 19. század derekán e feltétel kielégítése komoly nehézségekbe ütközött, mégis igyekezett a párhuzamos nemzetközi statisztikai mutatószámok és trendek figyelembevételével értelmezni a magyarországi és monarchiabeli adatsorokban tükröződő jelenségeket. 
Elméleti alapvetései, összefoglaló jellegű statisztikai munkái mellett pályája során szakstatisztikai kérdésekkel is foglalkozott, főként a demográfia, a népmozgalom vizsgálata vonzotta tudományos érdeklődését. Emellett Magyarországon ő készítette az első bűnügyi statisztikákat, s behatóan foglalkozott az egyes gazdasági ágazatok (bányaművelés, kereskedelem stb.) trendszámításaival is. Az adatsorok pusztán matematikai-statisztikai értékelésén túlmenően az azokból kiolvasható közgazdasági tanulságokat és teendőket is megfogalmazta.
Jogtudósként elsősorban jogakadémiai és egyetemi katedráin végzett oktatótevékenysége volt jelentős. Emellett kánonjogi kézikönyvének köszönhetően korának egyik legelismertebb egyházjogásza volt: első ízben 1863-ban megjelent áttekintőmunkája 1903-ig kilenc további kiadást ért meg.
Kötetei mellett rendszeresen jelentek meg írásai az Akadémiai Értesítő, a Statisztikai és Nemzetgazdasági Közlemények, a Nemzetgazdasági Szemle, a Jogtudományi Közlöny és a Budapesti Szemle folyóiratokban.

## Társasági tagságai és elismerései
1858-ban a Magyar Tudományos Akadémia levelező tagjává választották, 1867-ben pedig a rendes tagok sorába emelték. 1868-tól az Országos Statisztikai Tanács tagja volt.

## Főbb művei
- A’ statistika elmélete. Győr, Streibig, 1847, 159 p. Online
- A jogügyleteket, okiratokat, irományok s hivatalos cselekményeket illető bélyegtörvények. Pozsony, 1852
- Elméleti fejtegetések a statistika terén I–II. Pest, Heckenast, 1855, 159 + 136 p.
- Egyházjogtan kézikönyve, különös tekintettel a Magyar Sz. Korona tartományaira. Pest, Heckenast, 1863, 710 p.
- Az ausztriai birodalom, jelesen a magyar korona országainak statisztikai kézikönyve. Pest, 1865 Online
- A magyar korona országainak legújabb népesedési mozgalmai. Pest, 1868
- A nemzetek szellemi élete a párizsi világkiállításon. Pest, 1868
- Az ausztriai-magyar monarchia statistikai kézikönyve. Pest, Heckenast, 1868, 735 p.
- A magyar korona országainak legujabb népesedési mozgalmai. Pest, 1868
- Köz- és magánjótékonyság, jelesen önsegélyezés és biztosítási ügy. Pest, Ráth, 1869, 35 p.
- Adalékok Magyarország nyers terményeinek ártörténetéhez a tizenkilenczedik században. Budapest, Budapesti Kereskedelmi és Iparkamara, 1873, 28 p.
- Ujabb adataink Magyarország bűnvádi statistikájából. Budapest, Magyar Tudományos Akadémia, 1875, 55 p.
- A magyar birodalom statisztikai kézikönyve folytonos tekintettel Ausztriára. Budapest, 1875
- A statistika és nemzetgazdaságtan közti viszony a mai korban. Budapest, Magyar Tudományos Akadémia, 1875, 26 p.
- Öt év Magyarország bűnvádi statisztikájából. Budapest, Magyar Tudományos Akadémia, 1879, 65 p.
- Magyarország és egyes törvényhatóságainak népesedési mozgalma. Budapest, 1879, 47 p.
- Emlékbeszéd Weninger Vincze l. t. fölött. Budapest, Magyar Tudományos Akadémia, 1880, 22 p.
- Bányászatunk jelen állapota s teendőink annak sikeresb kifejtésére. Budapest, Magyar Tudományos Akadémia, 1882, 48 p.
- Magyarország és egyes törvényhatóságaink népesedési mozgalma 1877–1879. Budapest, 1882

## További irodalom
- Kautz Gyula: Emlékbeszéd Konek Sándor rendes tag felett. Budapest, 1886
- Láng Lajos: Emlékbeszéd dr. Konek Sándor felett. Budapest, 1887
- Horváth Róbert: Konek Sándor professzor (1819–1882) elméleti statisztikai munkássága és a magyar polgári statisztikai elmélet kialakulása. Szeged, Szegedi ny., 1965, 66 p.
- Horváth Róbert: Konek Sándor és a magyar népmozgalmi statisztika kialakulása. Szeged, Szegedi ny., 1973, 34 p.
- Hamza Gábor: "Emlékezés Konek Sándorra (1819-1882), a Magyar Tudományos Akadémia rendes tagjára." https://web.archive.org/web/20170414081115/http://mta.hu/ix-osztaly/jubileumi-megemlekezesek-106146